# Princé
Princé (bretonisch: Priskieg) ist eine französische Gemeinde im Département Ille-et-Vilaine in der Region Bretagne. Sie gehört zum Arrondissement Fougères-Vitré und zum Kanton Vitré. Die Gemeinde zählt 398 Einwohner (Stand: 1. Januar 2022), die Princéens genannt werden.

## Geografie
Die Gemeinde Princé liegt an der Grenze zum Département Mayenne, 13 Kilometer nordöstlich von Vitré. Umgeben wird Princé von den Nachbargemeinden Luitré-Dompierre im Nordwesten und Norden, Juvigné im Osten, La Croixille im Südosten, Montautour im Süden und Südwesten sowie Châtillon-en-Vendelais im Westen.

## Bevölkerungsentwicklung
| Jahr                       | 1962 | 1968 | 1975 | 1982 | 1990 | 1999 | 2010 | 2020 |
| Einwohner                  | 566  | 509  | 460  | 393  | 346  | 333  | 375  | 397  |
| Quellen: Cassini und INSEE |      |      |      |      |      |      |      |      |

## Sehenswürdigkeiten
- Kirche Saint-Martin aus dem 16./17. Jahrhundert

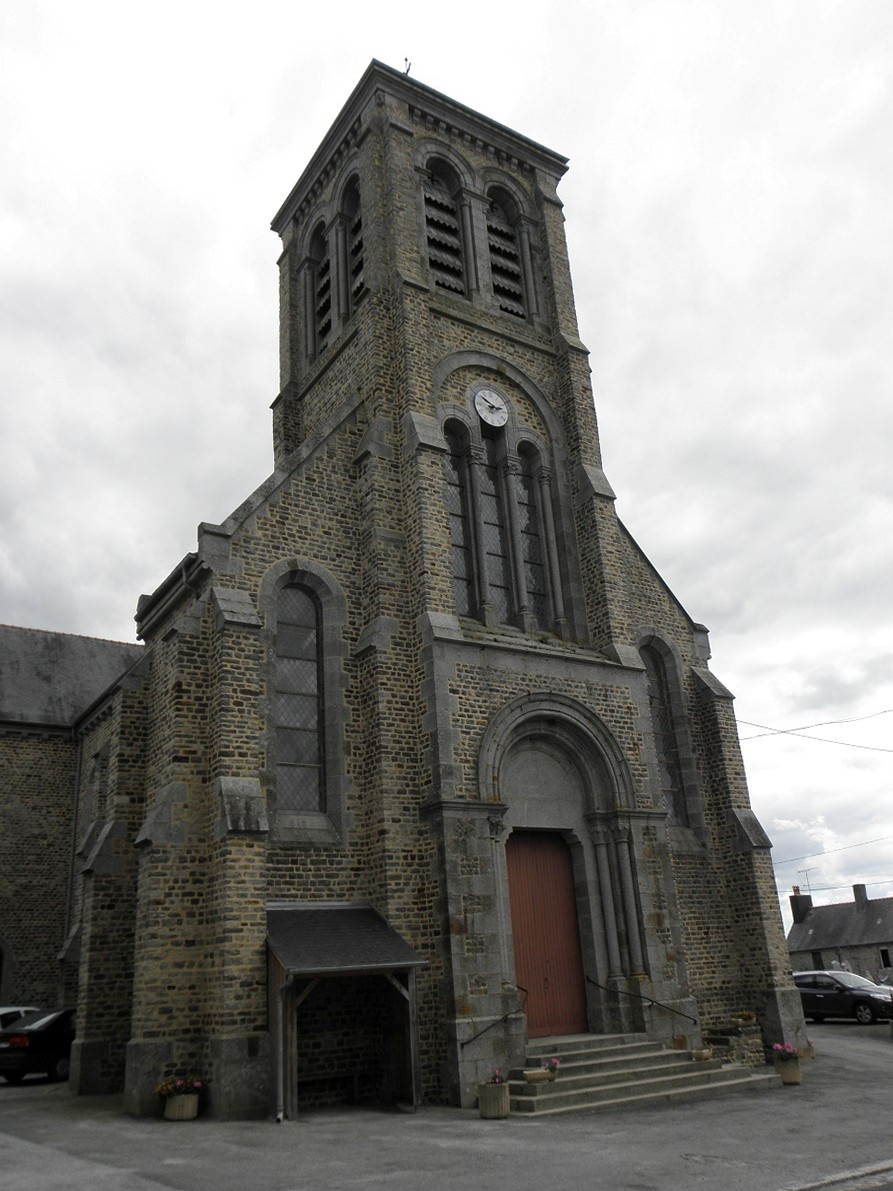
Kirche Saint-Martin
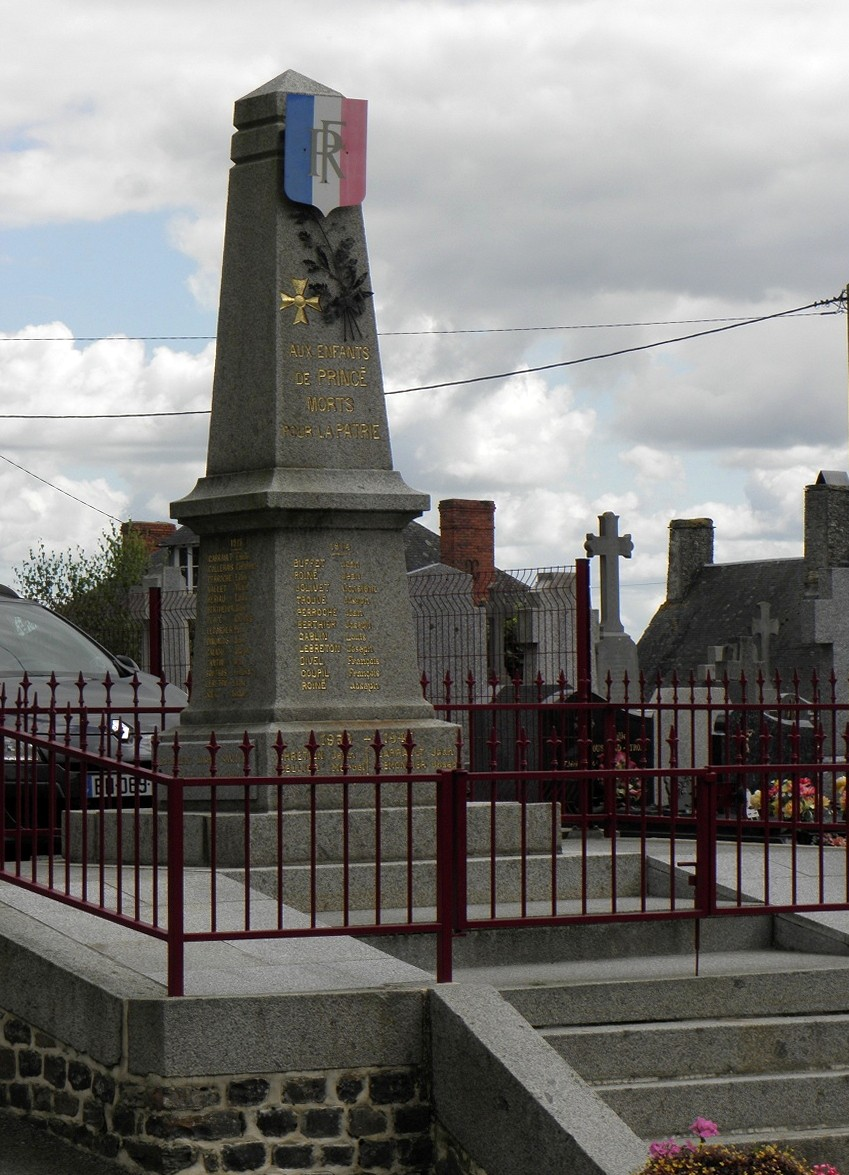
Gefallenendenkmal